# 119 (število)
119 (stó devétnajst ali stó devetnájst) je naravno število, za katero velja 119 = 118 + 1 = 120 - 1.

## V matematiki
- sestavljeno število.
- polpraštevilo.
- 119 = 17 + 19 + 23 + 29 + 31.
- najmanjše število n, za katero ima enačba x -  φ(x) = n natanko 13 rešitev. Rešitve en

## Drugo

### Leta
- 119 pr. n. št.
- 119, 1119, 2119